# ロアール・アムンセン
ロアール・エンゲルブレクト・グラブニング・アムンセン（Roald Engelbregt Gravning Amundsen [ˈruːɑɫ ˈɑmʉnsən] ( 音声ファイル), 1872年7月16日 - 1928年6月18日前後）は、ノルウェーの探検家。日本では「ロアルト・アムンセン」、「ロアルド・アムンゼン」とも表記される。
主に極地に挑んだ探検家として知られる。イギリス海軍大佐のロバート・スコットと人類初の南極点到達を競い、1911年12月14日には探検隊を率いて人類史上初めて南極点への到達に成功。また、1926年には飛行船で北極点へ到達し、同行者のオスカー・ウィスチングと共に人類史上初めて両極点への到達を果たした人物となった。

## 来歴

### 生い立ち
ノルウェー東南部のボルゲ（Borge、サルプスボルグとフレドリクスタの中間に位置する）で海運業を営む一家の四男として生まれる。1888年にフリチョフ・ナンセンがグリーンランド横断に成功したことに感動し、探検家になることを決意した。アムンセンの母親は彼が家業の海運業を継ぐのではなく医師になることを望んだが、21歳の時に母が没するとアムンセンは大学を中途でやめ、船乗りになった。その後、少年時代の夢をかなえるべく、1897年から1899年にかけてベルギーの探検船ベルギカ号（英語: RV Belgica (1884)）の航海士となって探検隊に参加することとなったが、ベルギカ号は南極海で流氷の群れに閉じ込められて身動きが取れなくなり、期せずして南極初の越冬探検隊となった。この越冬時にアムンセンは極地の経験を積み、探検家としての道を歩み始める。

### 北西航路横断航海

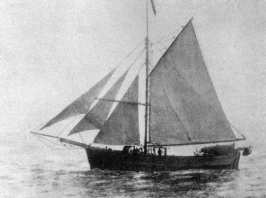
ヨーア号。1913年撮影。

20世紀の初頭において、大西洋側から太平洋側へアメリカの北を回って航海する「北西航路」は、欧亜間の最短航路になりうると考えられていた。16世紀以来ヨーロッパの多くの航海者が挑戦してきたが氷に阻まれ誰も成功せず、19世紀に入ってもイギリスのジョン・フランクリン率いるイギリス海軍の艦隊がカナダ北方で全滅するなど多くの犠牲者を出してきた。フランクリン探検隊の失踪と全滅はアムンセンに大きな印象を与え、北西航路横断に挑みたいという願いが高まった。1903年、アムンセンは借り入れにより探検費用を整え、装備と船を差し押さえようとする債権者から逃げるようにして、乗員6名とともに47トンの鋼製機帆漁船ヨーア号（英語: Gjøa）で大西洋から北西航路へ入った。
彼はバフィン湾・ランカスター海峡・ジェイムズロス海峡・レイ海峡（英語: Rae Strait）と、東から西へ向かう航路を選んだ。キングウィリアム島とブーシア半島の間のレイ海峡は新しい氷が多く比較的航行可能で、この選択が成功のもとになった。ただし水深がわずか1mと非常に浅い部分があり、ヨーア号だから航行できたものの、それより大型になる商船の通過は不可能な航路であった。
キングウィリアム島近く（現在のヌナブト準州グジョア・ヘイヴン Gjoa Haven）で2回越冬したアムンセンはイヌイットから、犬ぞりの使い方や獣皮の着方など寒帯で生き残る術を学び、これが後の南極などの探検に生きた。1905年夏に越冬地を発してビクトリア島の南を航海し1905年8月17日にカナダ北極諸島を抜けボーフォート海へ出ることに成功したが、アラスカ沖で流氷に閉ざされ3度目の冬を越すことになる。彼は氷の上を800km歩いてアラスカ州イーグルに向かい、北西航路横断の電報を打って船に帰った。次の夏、氷を脱出したヨーア号はベーリング海峡を通過し、アラスカ太平洋岸のノームに入港した。こうしてアムンセンは史上はじめて北西航路の横断航海に成功した。
イギリスの王立地理学会は、1907年に、北西航路横断と磁北極地域の探険の業績に対し、アムンセンに金メダルを授与した。

### 南極点への到達

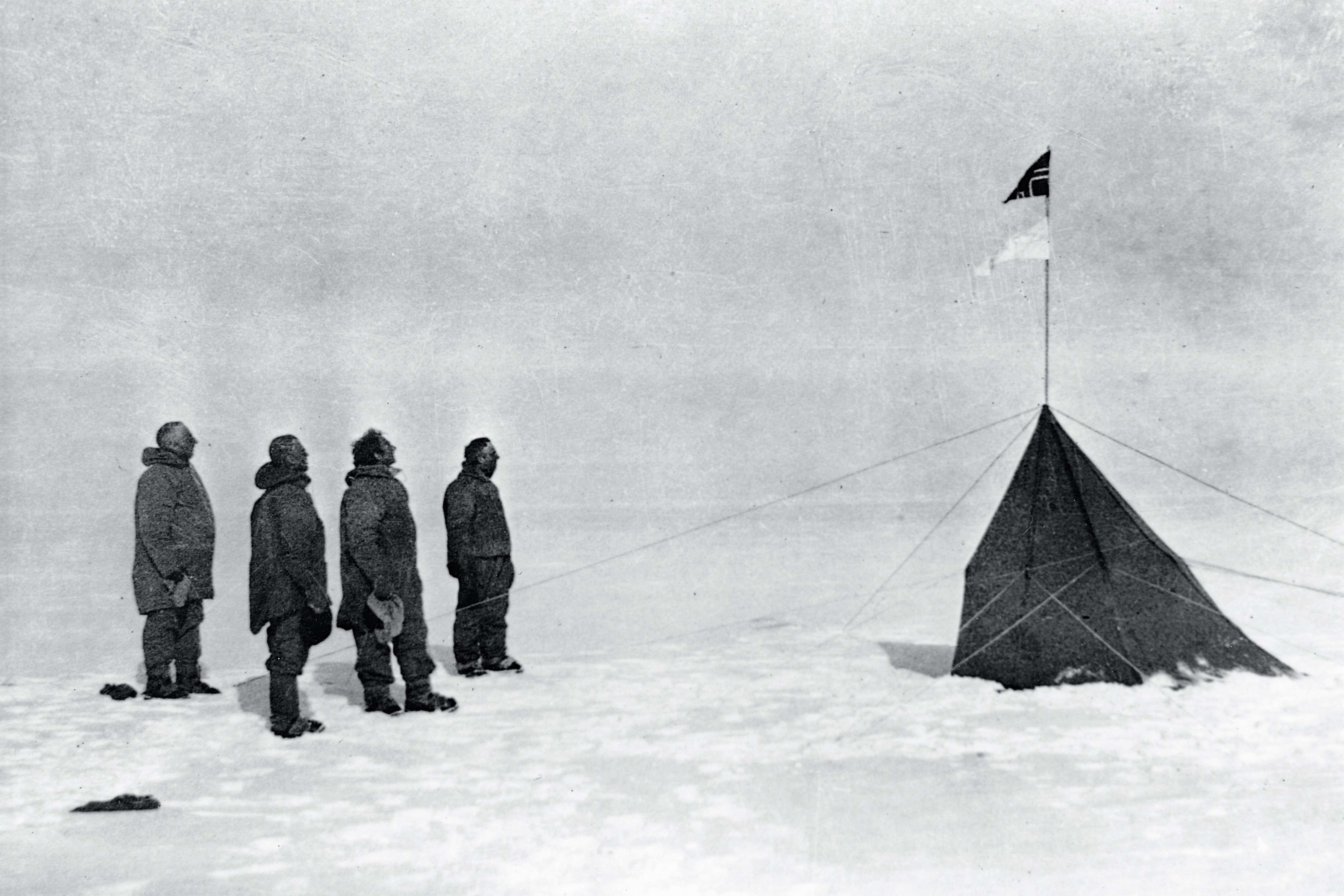
1911年12月15日、南極点に到達したアムンセン一行。左からアムンセン、ヘルマー・ハンセン(en)、スヴェレ・ハッセル(en)、オスカー・ウィスチング(en)。撮影は5人目のメンバー、ウーラフ・ビヤーラン(en)

北西航路横断航海に成功したアムンセンは、次に北極点到達を目指した。探検家から政治家に転身したフリチョフ・ナンセンからフラム号を譲り受け、着々と準備を進めた。しかし、北極点探検の準備中、1909年4月6日にロバート・ピアリーが北極点に到達したことを知り、目標をひそかに南極点に変更した。しかし、出資者や隊員にはこれを告げず、秘密裏のままに準備を進め、1910年8月に「北極探検のため」ノルウェーを出航した。
当時、ノルウェーから今回の探検の入り口とされたベーリング海峡に向かうにはアメリカ大陸を周航せざるを得なかったため、船が南に向かってもまったく怪しまれることはなかった。出航後、マデイラ諸島の首都フンシャルに寄港したさいに、北極点ではなく南極点を目指すことが乗組員にはじめて明かされた。アムンセンはこの際、これに反対するものは直ちに下船して去ってもかまわないと言ったが、乗組員はこの計画に賛意を示し、計画はスムーズに変更された。同時にノルウェーにもその旨電報を打ち、出資者の手が届かなくなってから公表された。探検出資者には「南極点に到達したのち北極を探検する」とし、これを拡大計画と称した。また、大西洋の寄港地から同じく南極探検の途上にあったロバート・スコット宛に「我南極に向かわんとす」との電報を送っている。スコットは途中寄航したオーストラリアのメルボルンにてこの電報を受け取った。この電報について英国側でははなはだ無礼で挑発的であり「突然のライバル出現にスコットは動揺し失敗の一因となった」と受けとめられている。もっともアムンセン本人は無礼な意図は毛頭無く「事前の連絡なしにいきなり南極で遭遇する方が却って無礼である」ということを自著などにおいて主張している。また、白瀬矗率いる日本隊の動向にも一時は注目したが、準備の様子を聞いただけで、ライバルにはなりえないと以後は無視している。実際、当時の日本隊はノルウェー人のスキーを見て、妙な板を履いているなどと書き残しており、根本的に準備不足だった。
1911年1月14日、アムンセン隊はロス棚氷の北東部にあるクジラ湾から南極大陸に上陸し、そこにフラムハイム基地を建設。越冬と探検の準備を始めた。スコットはすでに1月2日に西側のロス島に上陸し基地を建設していた。アムンセン、スコット両隊は半年以上をかけてデポの作成や周囲の探索を行い、来るべき探検の準備を行った。南極点に向かいアムンセンの取るべきコースは、距離は1500kmでスコットよりも100kmほど短く、また基地周辺には食料となるアザラシが大量に生息していたものの、スコット隊のコースのほとんどが以前に探索されたものであるのに対し、アムンセン隊のコースはほとんど未探索のものであり、未知の土地を進まねばならない危険が存在した。
1911年10月20日にアムンセンは4人の選抜隊とともにフラムハイムを出発し、4台の犬ぞりを1台あたり13頭、計52頭に引かせて南極横断を開始する。途中好天にも恵まれてアムンセン隊は順調に距離を伸ばし、1911年12月14日、人類初の南極点到達を果たした。帰路も順調で、1912年1月25日に一人の犠牲者も出すことなくフラムハイムへと帰還した。
当初スコット隊に比べて不利と思われていたアムンセンが先に到着したのは、スコット隊が学術調査を兼ねて長いルートを選んだ上、故障しやすい内燃機関を利用した雪上車や、体重が重く雪中での行軍に不向きな馬、牛革を重ねた形状の防寒服（防寒性は優れているが、耐水性に劣る）を採用していたのに対し、アムンセン隊は先述の極北航海の際に得た知識や経験を参考に、体重が軽い犬を利用し、自身で軽量化を施した犬ぞりを採用したこと（犬は非常時の食料も兼ねていた）や、耐水性に優れたアザラシの毛皮服を採用したことが理由のひとつとしてあげられる。南極点に作ったテントには、帰途に全員遭難死した場合に備え、2着の到達者にあてて自分たちの初到達証明書として持ち帰ることを依頼した手紙を残している（ロバート・スコット#パーティーの遭難も参照）。
帰還後は多くの講演活動をこなし、探検旅行の費用の負債を返済した。特にアメリカにおいては英雄としてたたえられ、自国よりも多くの時間をアメリカで過ごした。一方で、自国の悲劇の英雄スコットをひいきにするイギリスでは冷たく扱われた。独立間もないノルウェーにおいては、国民のナショナリズムを喚起し、国民的英雄となった。

### その後

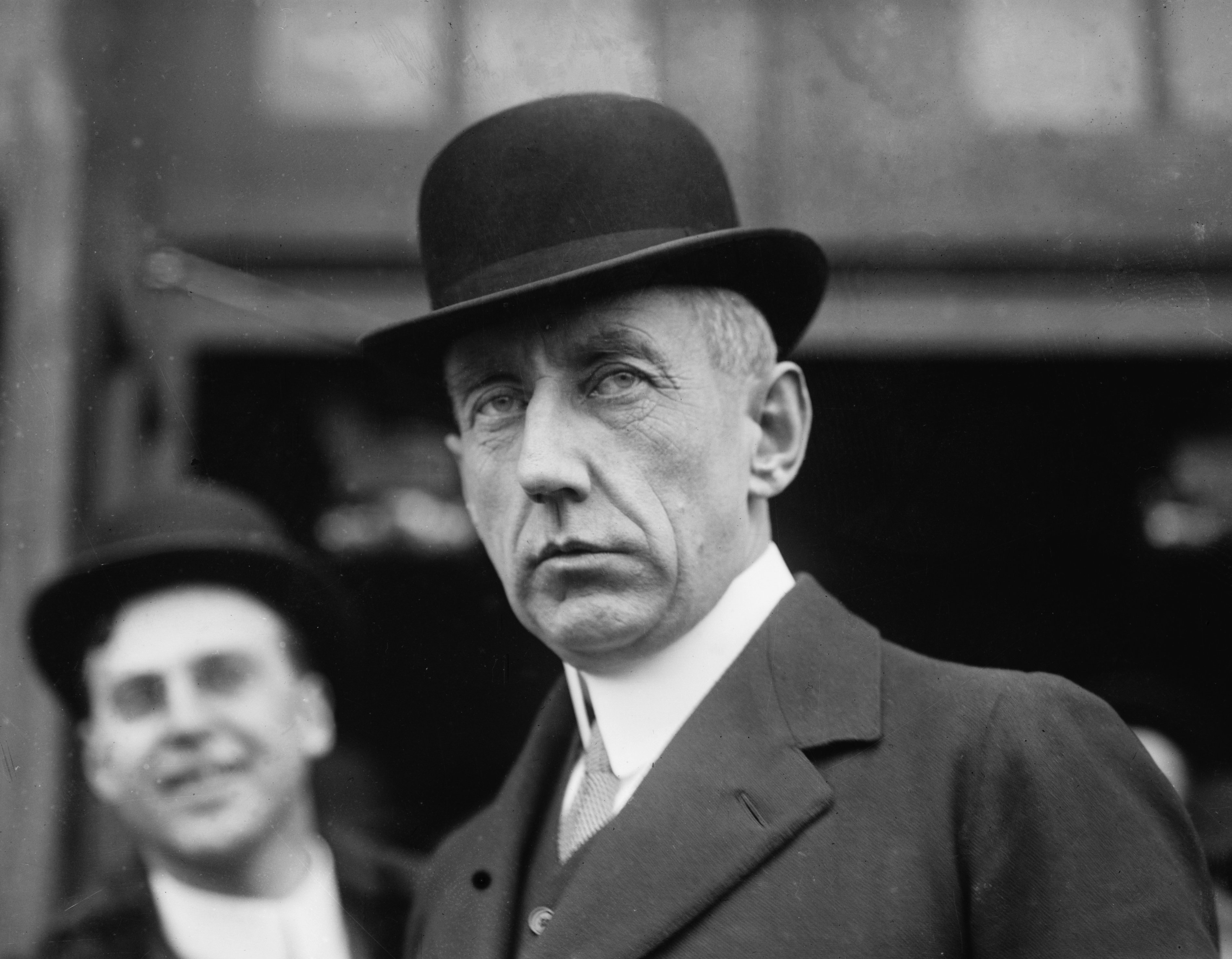
1913年のアムンセン

帰還後もドルニエ・ワール飛行艇や飛行船ノルゲ号による北極点通過を行い、人類初の両極点到達など精力的に活動した。1927年には報知新聞の招待で来日している。
新発明である飛行機や飛行艇を探検に使うことに熱心であり、その購入や探検費用に講演収入を使い果たし、破産の憂き目にもあった。1925年には資産整理のため極地探検に使用したモード号を売却している。
1928年、北極を飛行機で探検中に、近くで遭難した飛行船イタリア号によるイタリア探検隊のノビレ隊の捜索にラタム 47で赴き、行方不明となる。
その後、トロムソ沖でラタム 47のフロートとガソリンタンクのみが発見された（2004年と2009年にノルウェー海軍が自律型無人潜水機で捜索を行ったものの、現在まで機体および遺体の発見には至っていない）。

### 史上初の北極点到達の可能性
アムンセンは1926年に飛行船ノルゲ号による北極点への探検飛行を行い到達に成功したがそれ以前の3回の北極点到達の主張（1908年のフレデリック・クック、1909年のロバート・ピアリー、それに1926年のリチャード・E・バード）はいずれもその精確さへの疑問や、明白な詐欺ではないかといった議論がある。こうしたノルゲ号以前の北極点到達についての論者の中には、アムンセンとその同行者こそが北極点に確実に到達した探検家であると考える者もいる。ノルゲ遠征が初の北極点到達だった場合、アムンセンは南北の極点両方に初到達する偉業を成し遂げていたことになる。

## 記念
ノルウェーにおいて今でも数々の功績は語り継がれており、1917年にアスケーを出港後、売却を経て1930年にカナダ沖で沈没したモード号を帰国させるため、ノルウェーの起業家が資金を提供し、引き上げてアスケーまで曳航して展示するプロジェクトが進行しているなど国民的英雄として扱われている。
2011年12月14日はアムンセンの南極点到達から100周年に当たるため、南極点で記念式典が行われ、多数の探検家やノルウェーのイェンス・ストルテンベルグ首相らが参加した。

## 著作
- 『アムンゼン探検史』加納一郎訳、朋文堂、1942年／教育社、1986年
- 『南極点』中田修訳、ドルフィンプレス、1990年／朝日文庫、1994年
- 『南極点征服』谷口善也訳、中公文庫、2002年
- 『ユア号航海記 北極西廻り航路を求めて』長もも子訳、中公文庫、2002年
  - 旧版 『探検家アムンゼンのユア号航海記』フジ出版社、1982年